# Eteck
Eteck Energie Bedrijven B.V. is een Nederlandse onderneming gevestigd in Voorburg (Zuid-Holland). Het bedrijf exploiteert installaties waarmee warmte en/of koude geleverd wordt en heeft medio 2023 ca. 130 mensen in dienst.

## Geschiedenis

### Oprichting tot 1940
Eteck is voortgekomen uit het Haagse familiebedrijf Van Eck dat is opgericht in 1895 door Arie en Willem van Eck. Beiden zijn opgegroeid in Heukelum. Nadat Willem als eerste was vertrokken naar Den Haag, en daar een baan vond als koetsier, voegde zijn broer Arie, die na zijn militaire dienst een baan vond als sloper, zich bij hem. Zij richtten het bedrijf Gebroeders W. en A. van Eck Sloopers en Aannemers van grond -en Heiwerk op en deden dit vanaf de Glasblazerslaan 45. Zij namen in de eerste jaren voornamelijk personeel aan uit hun geboortedorp. Al snel bleek dat door groei, op vooral hei- en graafwerk gebied, men naar een grotere bedrijfsruimte op zoek moest en in 1900 verhuisde het bedrijf naar de Jan de Baenstraat 25.

Het bedrijf voerde als onderaannemer onder andere (sloop)werkzaamheden uit aan het Vredespaleis in Den Haag (1910), de Haagse Dierentuin en het gebouw van de Haagse Courant.

### Tweede Wereldoorlog
Tijdens de bezetting in de Tweede Wereldoorlog ging het slechter met het bedrijf. De Duitsers confisqueerden de vrachtwagens van het bedrijf, waardoor men met paard en wagen materiaal moest vervoeren. Door het gebrek aan voedsel was de inzet van paarden amper mogelijk en kon men minder werk aannemen. Beide oprichters zijn tijdens de oorlog overleden.

### 1945-2006
De tweede generatie, Jaap de zoon van Arie, kon de onderneming mede door het werk dat de wederopbouw opleverde (opruimen/slopen van beschadigde gebouwen door bombardementen) verder uitbouwen naar een aannemingsbedrijf van sloopwerken en asbestverwijderingsprojecten. In 1967 volgde opnieuw een verhuizing, ditmaal naar de IJzerwerf 10 in Den Haag. De zonen van Jaap van Eck, Arie en Henk namen het bedrijf begin jaren zestig over en leidden het tot aan het einde van de jaren negentig van de vorige eeuw. Inmiddels is het de vierde generatie Van Eck, Jaap van Eck, die de leiding heeft over het bedrijf. Aan het eind van de jaren negentig werd besloten om de bedrijfsvisie te herzien en op zoek te gaan naar activiteiten met een meer onderscheidend vermogen. Om dit vorm te geven werd in 1999 onder andere een Rotterdams infrabedrijf, de BV Aannemingsbedrijf J. Bruins & Zn, dat gespecialiseerd was in de aanleg en het onderhoud van bedrijfsterreinen overgenomen.

### 2001 tot heden
In 2001 werd het boor- en bemalingsbedrijf J.H. Tjaden Geohydrolgie & Grondmechanica B.V. dat actief was in het bemalen van bouwputten en leiding tracés gekocht. Door deze overname en het binnenhalen van specifieke kennis werd in 2001 de aanleg en de instandhouding van het eerste koude-warmteopslag-systeem een feit.
In 2006 werd de bedrijfsnamen veranderd in Forteck Sloop & Infra, Forteck Grondwatertechniek en Forteck Energie Systemen en werd het eerste contract afgesloten met de gemeente Zoetermeer voor exploitatie van een koude-warmteopslagopslagsysteem. Mede hierdoor besloot het familiebedrijf in 2009 om alle traditionele activiteiten af te stoten. Men verkocht de sloop- en infra onderdelen aan bouwbedrijf Stout BV en de tak Grondwatertechniek werd verkocht aan A.Hak leidingbouw. Het bedrijf ging verder onder de naam Eteck Energie Bedrijven B.V. om zich volledig te kunnen richten op de WKO-markt. In 2017 kreeg het bedrijf een financiële injectie van 70 miljoen door verkoop van 60% van de aandelen aan de Britse investeerder Infracapital.

## Problemen
In 2017 verloor het bedrijf een arbitraal kort geding tegen de gemeente Goes. Op grond daarvan moest het de WKO-installatie voor de wijk Ouverture alvast aan de gemeente worden overgedragen, vooruitlopend op de vergoeding van de economische restwaarde ervan aan Eteck. In 2021 is in navolging van het kort geding vonnis gewezen in de arbitrage welke Eteck had aangespannen teneinde de reële restwaarde vergoed te krijgen. In dit vonnis is Eteck in het gelijk gesteld en is de Gemeente veroordeeld om alsnog de economische restwaarde aan Eteck te betalen. De restwaarde diende berekend te worden aan de hand van de bij aanvang bepaalde restwaarde, welke werd vastgesteld op ± 40% van de initiële investering. De gemeente werd veroordeeld om deze restwaarde direct na het vonnis alsnog aan het bedrijf te vergoeden inclusief rente en kosten. 
In 2019 werd Eteck op de vingers getikt door de Inspectie Leefomgeving en Transport voor de warmtelevering in de wijk Passewaaij in Tiel. De WKO-installatie bleek niet goed te functioneren, waardoor de wijk alsnog op aardgas gestookt moest worden. In 2020 kwam het bedrijf veelvuldig negatief in het nieuws door de dienstverlening in de Haagse wijk Waldo City, in Leiden en in Pijnacker. Dit leidde tot raadsvragen in de Haagse gemeenteraad. Ook het college van Pijnacker Nootdorp gaf hierbij aan de situatie in de gaten te houden
Eteck werd in 2022 onder verscherpt toezicht gesteld van de Autoriteit Consument & Markt (ACM) vanwege een nieuwe vergunning in het kader van de Warmtewet en in verband met signalen die regelmatig binnenkomen over storingen bij enkele warmtenetten en slechte dienstverlening.

## Projecten
- Eneco heeft per 1 maart 2018 warmteprojecten in de provincies Noord-Holland, Zuid-Holland en Utrecht overgedragen aan Eteck Energie Bedrijven. Het gaat om 16 bestaande lokale projecten.[11]
- Centrumeiland IJburg in Amsterdam[12]
- NHOW RAI Hotel in Amsterdam
- De Bunker in Eindhoven
- BusinessPark 20|20 in Hoofddorp[13]
- Keijzershof en Tuindershof in Pijnacker-Nootdorp[14]
- Grotiusplaats in Den Haag[15]
- Hyde Park in Hoofddorp[16][17]
- OurDomain South East in Amsterdam[18]

## Duurzame warmte
In november 2019 heeft Eteck de award Duurzaamste Warmtenet 2019 in de categorie Middelgrote en Innovatieve netten gewonnen. De prijs werd door Greenvis uitgereikt tijdens het jaarlijks Nationaal Warmtecongres.